# 格氏杜父魚
格氏杜父魚，為輻鰭魚綱鮋形目杜父魚亞目杜父魚科的其中一種。僅分布於美國愛達荷州Hagerman谷。被IUCN列為次級保育類動物，棲息在多岩的小溪或湧泉，體長可達9公分。

## 擴展閱讀
維基物種上的相關：格氏杜父魚